# Machilus sichourensis
Machilus sichourensis är en lagerväxtart som beskrevs av Hsi Wen Li. Machilus sichourensis ingår i släktet Machilus och familjen lagerväxter. Inga underarter finns listade i Catalogue of Life.